# Turija (Bujanovac)
Pour les articles homonymes, voir Turija.
Turija (en serbe cyrillique : Турија ; en albanais : Turia) est un village de Serbie situé dans la municipalité de Bujanovac, district de Pčinja. En 2002, il comptait 400 habitants, dont 395 Albanais (98,75 %) et 4 Serbes (1,00 %).
En septembre 2011, l'assemblée des députés albanais de Preševo, Bujanovac et Medveđa a incité les Albanais de Serbie à boycotter le recensement prévu pour le mois d'octobre de cette année-là ; de ce fait, aucun chiffre de population n'a été communiqué pour les localités de la municipalité de Bujanovac.

## Démographie
| 1948 | 1953 | 1961 | 1971 | 1981 | 1991 | 2002 |
| ---- | ---- | ---- | ---- | ---- | ---- | ---- |
| 297  | 314  | 330  | 354  | 420  | 431  | 400  |

|  |